# Tsimafei Zhukouski
Tsimafei Zhukouski (in bielorusso Цімафей Жукоўскі?, Timafej Žukoŭski; Minsk, 18 dicembre 1989) è un pallavolista bielorusso naturalizzato croato, palleggiatore della M&G.

## Carriera

### Club
La carriera di Tsimafei Zhukouski inizia nel 2006 nella squadra dell'HAOK Mladost di Zagabria, militante nel massimo campionato croato: con il club resta legato per quattro stagioni vincendo tre scudetti e due Coppe di Croazia. Nella stagione 2010-11 si trasferisce in Italia, nella Serie A1, ingaggiato dall'Umbria di San Giustino, mentre nella stagione successiva passa alla Gabeca e in quella 2012-13 veste la maglia della Robur Angelo Costa di Ravenna.
Per il campionato 2013-14 viene ingaggiato dall'Unterhaching, in 1. Bundesliga tedesca, facendo quindi ritorno nella stagione successiva nel massimo campionato italiano con il Molfetta, che tuttavia lascia poco dopo l'inizio di stagione per motivi personali. Rientra in campo nella stagione 2015-16 con i tedeschi dello Charlottenburg, in 1. Bundesliga, aggiudicandosi una Coppa di Germania, una Coppa CEV e due scudetti.
È nuovamente in Italia per il campionato 2017-18, vestendo la maglia della Lube, per poi trasferirsi, nell'annata 2018-19, alla Callipo di Vibo Valentia e, in quella 2019-20, alla Sir Safety Perugia, con cui vince la Supercoppa italiana. Nel campionato 2020-21 si accasa invece al Fakel, nella Superliga russa, dove trascorre un biennio, prima di trasferirsi nella Polska Liga Siatkówki con lo Stal Nysa nell'annata 2022-23.
Nella stagione 2024-25 firma per la M&G, neopromossa in Superlega.

### Nazionale
Con la nazionale under 20 della Croazia disputa il campionato europeo 2008, passando dalle qualificazioni, mentre con l'under 21 partecipa alle qualificazioni europee al campionato mondiale 2007 e 2009.
Fa il suo esordio in Nazionale di pallavolo maschile della Croazia in occasione della European League 2006, in cui vince la medaglia d'argento, bissata nell'edizione 2013, dove viene inoltre premiato come miglior servizio, e seguita da un oro all'European Silver League 2018. Nel 2023 conquista la medaglia di bronzo all'European Golden League.

## Palmarès

### Club
- Campionato croato: 3

2006-07, 2007-08, 2009-10
- Campionato tedesco: 2

2015-16, 2016-17
- Coppa di Croazia: 2

2008, 2009
- Coppa di Germania: 1

2015-16
- Supercoppa italiana: 1

2019
- Coppa CEV: 1

2015-16

### Nazionale (competizioni minori)
- European League 2006
- European League 2013
- European Silver League 2018
- European Golden League 2023

### Premi individuali
- 2013 - European League: Miglior servizio